# 오다큐 오다와라선
오다와라선(일본어: 小田原線 오다와라센[*])은 오다큐 전철이 운영하는 철도 노선 가운데 하나이다. 도쿄도 신주쿠구의 신주쿠역에서 가나가와현 오다와라시의 오다와라역까지를 잇는다.
오다큐 전철의 중심 노선에 해당하며, 보통 '오다큐선'이라 불리는 노선은 이 오다와라선을 가리키는 경우가 많다.

## 개요
이용객 수로 세계에서 손꼽히는 신주쿠역과 가나가와현의 서쪽 지역의 관광지역인 오다와라 사이의 82.5km 구간을 이어주는 사철 노선이며 오다큐 철도의 중심 노선이다.
오다와라에서는 하코네 등산철도와 직접 연결되며, 추가 비용이 드는 유료특급인 오다큐 로망스카가 자주 운행되고 있다. 두개의 지선인 에노시마선, 다마선으로 직접 연결되는 열차도 많이 있고, 요요기우에하라역을 통해 지요다선, JR 조반선과 직접 연결을 하고 있으며 일부의 특급 열차는 JR 고텐바선으로도 직통 운행을 하고 있다.
통근, 통학노선과 관광 노선의 두가지 성격을 띠고 있는 노선이며 신주쿠 역에 가까운 쪽으로는 복복선화도 진행되고 있다. 일본의 다른 전철에 비해 정시출발율이 비교적 나쁜 편이며 2~3분 정도의 열차 지연은 거의 매일 발생하고 있다. 이는 교통사고와 승객에 의한 트러블 등의 사고가 많고, 시간대에 따라서는 한시간에 3번 이상 지나가는 특급을 비롯한 다양한 종류의 열차가 있으며 시간표에 여유 간격이 모자라는 등의 여러 가지 이유를 들 수 있다.

### 노선 정보
- 노선 거리：82.5km
- 궤간：1067mm
- 역 수：47역 (기종점역을 포함)
- 복선구간：전선
  - 삼선구간：노보리토 - 무코가오카유엔 (0.6km, 상행 2선·하행 1선, 잠정)
  - 복복선구간：요요기우에하라 - 노보리토 (8.9km, 후에 서술하는 복복선화 사업 참조)
- 전철화구간：전구간 (직류 1500V)
- 폐색방식：자동폐색식
- 최고속도：110km/h

## 역사
- 1927년 4월 1일 오다와라 급행철도에 의해 전 선을 개통함.
- 1927년 10월 15일 전구간 복선화가 완료됨.
- 1942년 5월 1일 도쿄 급행 전철에 합병되어 '다이도큐'가 됨. '오다와라선'이라는 명칭이 생겨남.
- 1948년 6월 1일 오다큐 전철이 발족함.
- 1950년 8월 1일 하코네 등산철도 하코네유모토역까지 직통연결을 개시함.
- 1955년 10월 1일 신마쓰다역~마쓰다역 사이의 연결 노선이 완성되어 국철 (현재의 JR 도카이) 고텐바선으로의 진입 운행을 개시함.
- 1957년 6월 오다큐 3000형 SE열차가 등장함. 이는 이후의 오다큐 로망스카의 기초가 되는 차량임.
- 1964년 2월 17일 신주쿠역 1차 대 개량공사가 완료됨. 지상 3개선, 지하 2개선의 입체식 터미널이 됨.
- 1977년 7월 1일 신주쿠역 - 혼아쓰기역 구간에 급행의 10량 열차 편성이 개시됨.
- 1978년 3월 31일 영단 지하철(현 도쿄 메트로)의 지요다선과 상호 직결 운행을 개시함.
- 1982년 3월 31일 신주쿠역 2차 대 개량공사가 완료됨. 지상 및 지하 5개선에 10량 210m 홈이 됨.
- 1991년 3월 16일 JR 도카이와 신주쿠 - 누마즈 구간의 상호 진입을 개시함.
- 2002년 3월 23일 쇼난급행과 다마급행을 신설함.
- 2004년 12월 11일 쇼난급행을 폐지하고 쾌속급행과 구간준급을 신설함.
- 2016년 3월 26일 E233계 전동차 운행을 개시하고, 구간준급을 폐지함.

## 열차의 종별

### 특급 로망스카
- 별도의 추가 요금이 드는 고급 특급 열차이며, 여러 가지 애칭을 가진 다른 방면의 열차들이 있다.
  - 오다와라·하코네 방면: 슈퍼 하코네(スーパーはこね)·하코네(はこね, 하코네 등산철도선의 하코네유모토역까지 운행)·사가미(さがみ, 오다와라역까지 운행)
  - 쇼난(후지사와·에노섬) 방면: 에노시마(えのしま) - 에노시마선 직결 운행
  - 고텐바·누마즈·니시이즈 연락 방면: 후지산(ふじさん) - 도카이 여객철도(JR 도카이) 고텐바선 직통 운행
  - 신주쿠에서 18시 이후에 발차하는 하행선 열차는 방향에 관계없이(다마선 통과 구간도 포함) 전부 홈웨이(ホームウェイ)라 불림.

### 그 외의 열차 종별
| 식별색 | 종별     | 일본어 이름 | 영어 이름             | 주요 정차역                                                | 연결 노선                                                |
| ------ | -------- | ----------- | --------------------- | ---------------------------------------------------------- | -------------------------------------------------------- |
| 오렌지 | 쾌속급행 | 快速急行    | Rapid Express         | 신주쿠 <-> 오다와라 (사가미 오노)                          | 에노시마선                                               |
| 빨강   | 통근급행 | 通勤急行    | Commuter Express      | 신주쿠 <- 신유리가오카 <- 가라키다                         | 다마선                                                   |
| 빨강   | 급행     | 急行        | Express               | 신주쿠 <-> 오다와라                                        | 에노시마선, 다마선, 하코네 등산철도, 지요다선, JR 조반선 |
| 녹색   | 통근준급 | 通勤準急    | Commuter Semi Express | 지요다선 직결운전 <- 요요기우에하라 <- 혼아츠기            | 지요다선, JR 조반선                                      |
| 녹색   | 준급     | 準急        | Semi Express          | 지요다선 직통 <-> 요요기우에하라 <-> 혼아츠기 <-> 이세하라 | 지요다선, JR 조반선                                      |
| 파랑   | 각역정차 | 各駅停車    | Local                 | 신주쿠 <-> 오다와라 (혼아츠기)                             | 에노시마선, 다마선, 하코네 등산철도                      |

## 연속 입체 교차로, 복복선화 사업
출퇴근 시간의 단축과 혼잡 완화를 위해 요요기우에하라 - 무코가오카유엔 사이의 구간을 오다큐 전철이 복복선화 사업을, 도쿄 도에서 연속입체 교차로 건설 사업을 실시하고 있다. 현재 요요기우에하라 - 노보리토 구간이 완성됨.
- (일본어) 오다큐 전철 복복화 공사 안내 페이지

## 차량
- 통근형
  - 8000형
  - 4000형(도쿄 메트로 지요다선 직결 운행 가능 차량)
  - 3000형
  - 2000형
  - 1000형
  - 16000계(도쿄 메트로 지요다선·조반 완행선 직결 운행 가능 차량)
- 특급형
  - 60000형(MSE)(조반 완행선 직결 운행 불가 차량)
  - 50000형(VSE)
  - 30000형(EXE)
  - 70000형(GSE)

## 여성 전용 차량
다음 시간대 및 구간에는 여성 전용 차량이 실시되고 있다.
- 평일 아침 7:30~9:30에 신주쿠역에 도착하는 상행 쾌속급행·통근급행·급행의 진행방향 기준 맨 마지막 차량 (실시 구간: 오다와라 -> 신주쿠)
- 평일 아침 7:10~9:30에 요요기우에하라역에 도착하는 도쿄 메트로 지요다선 직결 운행의 급행·통근준급·준급·각역정의 진행방향 기준 맨 마지막 차량 (실시 구간: 시발역 -> 아야세역, 지요다선 내에서는 9:30 이후에는 여성 전용 차량의 운용이 끝남)

## 역 목록
| 기호 | 의미               |
| ---- | ------------------ |
| ●    | 정차함             |
| ▲    | 일부 열차가 정차함 |
| \|   | 통과함             |

| 역 번호 | 역명               | 일어 역명    | 준 급 | 통 준 | 급 행 | 통 급 | 쾌 급 | 메 모 | 모 홈 | 후 지 | 메 에                      | 에 특      | 사 특      | 메 하                           | 하 특      | 슈 하                         | 접속 노선 | 역간 거리       | 누적 거리                              | 소재지          | 소재지       | 소재지     |
| ------- | ------------------ | ------------ | ----- | ----- | ----- | ----- | ----- | ----- | ----- | --- | -------------------------- | ---------- | ---------- | ------------------------------- | ---------- | ----------------------------- | --- | --------------- | -------------------------------------- | --------------- | ------------ | ---------- |
| OH 01   | 신주쿠             | 新宿         |       |       | ●     | ●     | ●     |       | ●     | ● |                            | ●          | ●          |                                 | ●          | ●                             | 야마노테선 (JY 17), 주오 쾌속선 (JC 05), 주오·소부 완행선 (JB 10), 사이쿄선 (JA 11), 쇼난신주쿠라인 (JS 20), 게이오선·신선 (KO 01), 도쿄 메트로 마루노우치선 (M-08), 도에이 신주쿠선 (S-01), 도에이 오에도선 (E-27) |                 | 0.0                                    | 도 쿄 도        | 신주쿠구     | 신주쿠구   |
| OH 02   | 미나미신주쿠       | 南新宿       | │     | ↑     | │     | │     | │     | │     | │     | │ | │                          |            | 0.8        | 0.8                             | 시부야구   | 시부야구                      | |                 |                                        | 도 쿄 도        |              |            |
| OH 03   | 산구바시           | 参宮橋       | │     | ↑     | │     | │     | │     | │     | │     | │ | │                          | 0.7        | 1.5        |                                 | 시부야구   | 시부야구                      | |                 |                                        | 도 쿄 도        |              |            |
| OH 04   | 요요기하치만       | 代々木八幡   | │     | ↑     | │     | │     | │     | │     | │     | │ | │                          | 1.2        | 2.7        |                                 | 시부야구   | 시부야구                      | |                 |                                        | 도 쿄 도        |              |            |
| OH 05   | 요요기우에하라     | 代々木上原   | ●     | ●     | ●     | ●     | ●     | │     | │     | │ | │                          | │          | │          | │                               | 시부야구   | 시부야구                      | │ | │               | 도쿄 메트로 지요다선 (C-01, 직결 운행) | 도 쿄 도        | 0.8          | 3.5        |
| OH 06   | 히가시키타자와     | 東北沢       | │     | ↑     | │     | ↑     | │     | │     | │     | │ | │                          | │          | │          | │                               | │          | │                             | | 0.7             | 4.2                                    | 도 쿄 도        | 세타가야구   | 세타가야구 |
| OH 07   | 시모키타자와       | 下北沢       | ●     | ●     | ●     | ●     | ●     | │     | │     | │ | │                          | │          | │          | │                               | │          | │                             | 게이오 이노카시라선 (IN 05) | 0.7             | 4.9                                    | 도 쿄 도        | 세타가야구   | 세타가야구 |
| OH 08   | 세타가야다이타     | 世田谷代田   | │     | ↑     | │     | ↑     | │     | │     | │     | │ | │                          | │          | │          | │                               | │          | │                             | | 0.7             | 5.6                                    | 도 쿄 도        | 세타가야구   | 세타가야구 |
| OH 09   | 우메가오카         | 梅ヶ丘       | │     | ↑     | │     | ↑     | │     | │     | │     | │ | │                          | │          | │          | │                               | │          | │                             | 0.7 | 6.3             |                                        | 도 쿄 도        | 세타가야구   | 세타가야구 |
| OH 10   | 고토쿠지           | 豪徳寺       | │     | ↑     | │     | ↑     | │     | │     | │     | │ | │                          | │          | │          | │                               | │          | │                             | 도큐 세타가야선 (야마시타역, SG 08) | 0.7             | 7.0                                    | 도 쿄 도        | 세타가야구   | 세타가야구 |
| OH 11   | 교도               | 経堂         | ●     | ●     | ◆     | ↑     | │     | │     | │     | │ | │                          | │          | │          | │                               | │          | │                             | | 1.0             | 8.0                                    | 도 쿄 도        | 세타가야구   | 세타가야구 |
| OH 12   | 지토세후나바시     | 千歳船橋     | ●     | ↑     | │     | ↑     | │     | │     | │     | │ | │                          | │          | │          | │                               | │          | │                             | 1.2 | 9.2             |                                        | 도 쿄 도        | 세타가야구   | 세타가야구 |
| OH 13   | 소시가야오쿠라     | 祖師ヶ谷大蔵 | ●     | ↑     | │     | ↑     | │     | │     | │     | │ | │                          | │          | │          | │                               | │          | │                             | 1.4 | 10.6            |                                        | 도 쿄 도        | 세타가야구   | 세타가야구 |
| OH 14   | 세이조가쿠엔마에   | 成城学園前   | ●     | ●     | ●     | ●     | │     | ◆     | │     | │ | ●                          | │          | │          | ●                               | │          | │                             | 1.0 | 11.6            |                                        | 도 쿄 도        | 세타가야구   | 세타가야구 |
| OH 15   | 기타미             | 喜多見       | │     | ↑     | │     | ↑     | │     | │     | │     | │ | │                          | │          | │          | │                               | │          | │                             | 1.1 | 12.7            |                                        | 도 쿄 도        | 세타가야구   | 세타가야구 |
| OH 16   | 고마에             | 狛江         | ●     | ↑     | │     | ↑     | │     | │     | │     | │ | │                          | │          | │          | │                               | │          | │                             | 1.1 | 13.8            | 고마에시                               | 고마에시        |              |            |
| OH 17   | 이즈미타마가와     | 和泉多摩川   | │     | ↑     | │     | ↑     | │     | │     | │     | │ | │                          | │          | │          | │                               | │          | │                             | 0.6 | 14.4            | 고마에시                               | 고마에시        |              |            |
| OH 18   | 노보리토           | 登戸         | ●     | ●     | ●     | ↑     | ●     | │     | │     | │ | │                          | │          | │          | │                               | │          | │                             | 난부선 (JN 14) | 0.8             | 15.2                                   | 가 나 가 와 현  | 가와사키시   | 다마구     |
| OH 19   | 무코가오카유엔     | 向ヶ丘遊園   | ●     | ●     | ●     | ●     | │     | │     | │     | │ | │                          | │          | │          | │                               | │          | │                             | | 0.6             | 15.8                                   | 가 나 가 와 현  | 가와사키시   | 다마구     |
| OH 20   | 이쿠타             | 生田         | ●     | ●     | │     | ↑     | │     | │     | │     | │ | │                          | │          | │          | │                               | │          | │                             | 2.1 | 17.9            |                                        | 가 나 가 와 현  | 가와사키시   | 다마구     |
| OH 21   | 요미우리랜드마에   | 読売ランド前 | ●     | ●     | │     | ↑     | │     | │     | │     | │ | │                          | │          | │          | │                               | │          | │                             | 1.3 | 19.2            |                                        | 가 나 가 와 현  | 가와사키시   | 다마구     |
| OH 22   | 유리가오카         | 百合ヶ丘     | ●     | ●     | │     | ↑     | │     | │     | │     | │ | │                          | │          | │          | │                               | │          | │                             | 1.3 | 20.5            | 아사오구                               | 가 나 가 와 현  | 가와사키시   |            |
| OH 23   | 신유리가오카       | 新百合ヶ丘   | ●     | ●     | ●     | ●     | ●     | ●     | ◆     | ● | │                          | ●          | ◆          | │                               | ◆          | │                             | 다마선 (OH 23, 직결 운행) | 1.0             | 아사오구                               | 가 나 가 와 현  | 가와사키시   | 21.5       |
| OH 24   | 가키오             | 柿生         | ●     | ●     | │     |       | │     | │     | │     | │ | │                          | │          | │          | │                               | │          | │                             | | 1.9             | 아사오구                               | 가 나 가 와 현  | 가와사키시   | 23.4       |
| OH 25   | 쓰루카와           | 鶴川         | ●     | ●     | │     | │     | │     | │     | │     | │ | │                          | │          | │          | │                               | │          | 1.7                           | 25.1 | 도쿄도 마치다시 | 도쿄도 마치다시                        | 도쿄도 마치다시 |              |            |
| OH 26   | 다마가와가쿠엔마에 | 玉川学園前   | ●     | ●     | │     | │     | │     | │     | │     | │ | │                          | │          | │          | │                               | │          | 2.8                           | 27.9 | 도쿄도 마치다시 | 도쿄도 마치다시                        | 도쿄도 마치다시 |              |            |
| OH 27   | 마치다             | 町田         | ●     | ●     | ●     | ●     | ●     | ◆     | │     | │ | │                          | ◆          | ◆          | ◆                               | │          | 요코하마선 (JH 23)            | 2.9 | 도쿄도 마치다시 | 도쿄도 마치다시                        | 도쿄도 마치다시 | 30.8         |            |
| OH 28   | 사가미오노         | 相模大野     | ●     | ●     | ●     | ●     | │     | ◆     | ●     | ● | ●                          | ◆          | ◆          | ◆                               | │          | 에노시마선 (OH 28, 직결 운행) | 1.5 | 32.3            | 가 나 가 와 현                         | 사가미하라시    | 사가미하라시 |            |
| OH 29   | 오다큐사가미하라   | 小田急相模原 | ●     | ●     | │     | │     | │     | │     | │     | |                            | │          | │          | │                               | │          |                               | 2.4 | 34.7            | 가 나 가 와 현                         | 사가미하라시    | 사가미하라시 |            |
| OH 30   | 소부다이마에       | 相武台前     | ●     | ●     | │     | │     | │     | │     | │     | │ | │                          | │          | │          | 2.2                             | 36.9       | 자마시                        | 자마시 |                 | 가 나 가 와 현                         |                 |              |            |
| OH 31   | 자마               | 座間         | ●     | ●     | │     | │     | │     | │     | │     | │ | │                          | │          | │          | 2.3                             | 39.2       | 자마시                        | 자마시 |                 | 가 나 가 와 현                         |                 |              |            |
| OH 32   | 에비나             | 海老名       | ●     | ●     | ●     | ●     | ●     | ◆     | │     | ◆ | │                          | ◆          | │          | 소테쓰 본선 (SO 18), ■ 사가미선 | 3.3        | 42.5                          | 에비나시 | 에비나시        | 가 나 가 와 현                         |                 |              |            |
| OH 33   | 아쓰기             | 厚木         | ●     | ●     | │     | │     | │     | │     | │     | │ | │                          | │          | │          | ■ 사가미선                      | 1.6        | 44.1                          | 에비나시 | 에비나시        | 가 나 가 와 현                         |                 |              |            |
| OH 34   | 혼아쓰기           | 本厚木       | ●     | ●     | ●     | ●     | ●     | ●     | ●     | ◆ | ◆                          | ◆          | │          |                                 | 1.3        | 45.4                          | 아쓰기시 | 아쓰기시        | 가 나 가 와 현                         |                 |              |            |
| OH 35   | 아이코이시다       | 愛甲石田     | ●     |       | ●     | ●     |       | │     | │     | │ | │                          | │          | │          | 3.1                             | 48.5       |                               | 아쓰기시 | 아쓰기시        | 가 나 가 와 현                         |                 |              |            |
| OH 36   | 이세하라           | 伊勢原       | ●     | ●     | ●     | │     | │     | ◆     | │     | ◆ | │                          | 3.7        | 52.2       | 이세하라시                      | 이세하라시 |                               | |                 | 가 나 가 와 현                         |                 |              |            |
| OH 37   | 쓰루마키온센       | 鶴巻温泉     |       | ●     | ●     | │     | │     | │     | │     | │ | │                          | 3.7        | 55.9       | 하다노시                        | 하다노시   |                               | |                 | 가 나 가 와 현                         |                 |              |            |
| OH 38   | 도카이다이가쿠마에 | 東海大学前   | ●     | ●     | │     | │     | │     | │     | │     | │ | 1.1                        | 57.0       |            | 하다노시                        | 하다노시   |                               | |                 | 가 나 가 와 현                         |                 |              |            |
| OH 39   | 하다노             | 秦野         | ●     | ●     | ◆     | ●     | ◆     | │     | ◆     | │ | 4.7                        | 61.7       |            | 하다노시                        | 하다노시   |                               | |                 | 가 나 가 와 현                         |                 |              |            |
| OH 40   | 시부사와           | 渋沢         | ●     | ●     | │     | │     | │     | │     | │     | │ | 3.9                        | 65.6       |            | 하다노시                        | 하다노시   |                               | |                 | 가 나 가 와 현                         |                 |              |            |
| OH 41   | 신마쓰다           | 新松田       | ●     | ●     | │     |       | │     | │     | │     | │ | 고텐바선 (마쓰다역, CB 04) | 6.2        | 71.8       | 아시가라카미군                  | 마쓰다정   |                               | |                 | 가 나 가 와 현                         |                 |              |            |
| OH 42   | 가이세이           | 開成         | ●     | │     | │     | │     | │     | │     | │     | | 2.5                        | 74.3       | 가이세이정 | 아시가라카미군                  |            |                               | |                 | 가 나 가 와 현                         |                 |              |            |
| OH 43   | 가야마             | 栢山         | │     | │     | │     | │     | │     | │     | │     | 1.9 | 76.2                       | 오다와라시 | 오다와라시 |                                 |            |                               | |                 | 가 나 가 와 현                         |                 |              |            |
| OH 44   | 도미즈             | 富水         | │     | │     | │     | │     | │     | │     | │     | 1.6 | 77.8                       | 오다와라시 | 오다와라시 |                                 |            |                               | |                 | 가 나 가 와 현                         |                 |              |            |
| OH 45   | 호타루다           | 螢田         | │     | │     | │     | │     | │     | │     | │     | 1.4 | 79.2                       | 오다와라시 | 오다와라시 |                                 |            |                               | |                 | 가 나 가 와 현                         |                 |              |            |
| OH 46   | 아시가라           | 足柄         | │     | │     | │     | │     | │     | │     | │     | 1.6 | 80.8                       | 오다와라시 | 오다와라시 |                                 |            |                               | |                 | 가 나 가 와 현                         |                 |              |            |
| OH 47   | 오다와라           | 小田原       | ●     | ●     | ◆     | ●     | ●     | ●     | ●     | 하코네 등산 철도 철도선 (OH 47, 직결 운행), 도카이도 신칸센, 도카이도선 (JT 16) ■ 이즈하코네 철도 다이유잔선 (ID 01) | 1.7                        | 오다와라시 | 오다와라시 | 82.5                            |            |                               | |                 | 가 나 가 와 현                         |                 |              |            |

- 준급 : 준급행 정차역
- 통준 : 통근준급행 정차역
- 급행 : 급행 정차역
- 통급 : 통근급행 정차역
- 쾌급 : 쾌속급행 정차역
- 메모 : 특급 '메트로 모닝웨이', '메트로 홈웨이' 정차역
- 모홈 : 특급 '모닝웨이', '홈웨이' 정차역
- 후지 : 특급 '후지 산' 정차역
- 메에 : 특급 '메트로 에노시마' 정차역
- 에특 : 특급 '에노시마' 정차역
- 사특 : 특급 '사가미' 정차역
- 메하 : 특급 '메트로 하코네' 정차역
- 하특 : 특급 '하코네' 정차역
- 슈하 : 특급 '슈퍼 하코네' 정차역